# Richard Pius Miles
Richard Pius Miles OP (* 17. Mai 1791 in Prince George’s County, Maryland, USA; † 21. Februar 1860 in Nashville, Tennessee) war ein US-amerikanischer Ordensgeistlicher und Bischof von Nashville.

## Leben
Richard Pius Miles trat im Oktober 1806 der Ordensgemeinschaft der Dominikaner bei und legte am 13. Mai 1810 die ewige Profess ab. Er empfing am 21. September 1816 das Sakrament der Priesterweihe. Miles war als Missionar in Ohio und Kentucky tätig.
Am 28. Juli 1837 ernannte ihn Papst Gregor XVI. zum Bischof von Nashville. Der Bischof von Saint Louis, Joseph Rosati CM, spendete ihm am 16. September 1838 die Bischofsweihe; Mitkonsekratoren waren der Bischof von Vincennes, Simon Bruté de Rémur SJ, und der Koadjutorbischof von Bardstown, Guy Ignatius Chabrat PSS.